# Église Saint-Denis de Merry-sur-Yonne
L'église Saint-Denis de Merry-sur-Yonne est une église située à Merry-sur-Yonne, en France.

## Localisation
L'église est située dans le département français de l'Yonne, sur la commune de Merry-sur-Yonne.

## Historique
L'édifice est inscrit au titre des monuments historiques en 1989.